# Hermanas Misioneras Benedictinas
La Congregación de Hermanas Misioneras Benedictinas (oficialmente en polaco: Zgromadzenie Sióstr Benedyktynek Misjonarek) es una congregación religiosa católica femenina de vida apostólica y de derecho pontificio, fundada por Edvigues Josefa Kulesza, en Bila Tserkva (Ucrania), el 24 de junio de 1917. A las religiosas de este instituto se les conoce como misioneras benedictinas.

## Historia
La monja benedictina ucraniana, de origen polaco, Edvigues Josefa Kulesza fundó en 1917 un orfanato, en la ciudad de Bila Tserkva, en la provincia de Óblast de Kiev, al centro de Ucrania, preocupada por la situación de muchos niños huérfanos, luego de la Primera Guerra Mundial. Para la atención del mismo y perpetuidad de la obra, Kulesza, con la ayuda de Jadwiga Aleksandrowicz y la aprobación del obispo de Lutsk, dio inicio a la Congregación de las Hermanas Misioneras Benedictinas. El mismo obispo emanó el decreto de aprobación el 31 de diciembre de 1928. Luego de la Segunda Guerra Mundial la casa madre fue trasladada a la ciudad de Lutsk.

## Organización
La Congregación de Hermanas Misioneras Benedictinas es un instituto religioso pontificio centralizado, cuyo gobierno es ejercido por la superiora general, elegida para un periodo de seis años, que se pueden repetir. A ella le coadyuva un consejo de cuatro religiosas. La sede central se encuentra en Otwock (Polonia).
Las se dedican a las misiones populares y a la educación y formación cristiana de la juventud, viven según la Regla de San Benito y portan un hábito compuesto por una túnica y un velo de color gris. En 2015, el instituto contaba con unas 280 religiosas y 42 conventos, presentes en Brasil, Ecuador, Estados Unidos Polonia y Ucrania.